# Вільча (Великопольське воєводство)
Вільча (пол. Wilcza) — село в Польщі, у гміні Котлін Яроцинського повіту Великопольського воєводства.
Населення — 276 осіб (2011).
У 1975-1998 роках село належало до Каліського воєводства.

## Демографія
Демографічна структура станом на 31 березня 2011 року:
|          | Загалом | Допрацездатний вік | Працездатний вік | Постпрацездатний вік |
| -------- | ------- | ------------------ | ---------------- | -------------------- |
| Чоловіки | 143     | 33                 | 94               | 16                   |
| Жінки    | 133     | 28                 | 76               | 29                   |
| Разом    | 276     | 61                 | 170              | 45                   |